# Phaea erinae
Phaea erinae là một loài bọ cánh cứng trong họ Cerambycidae.